# Longbenton
Longbenton è un paese della contea del Tyne and Wear, in Inghilterra.